# 孙济中
孙济中（1926年—1998年），男，安徽怀远人，中国棉花遗传育种学家、农业教育家，曾任华中农业大学教授、博士生导师。